# 境鉱泉
境鉱泉（さかいこうせん）は、富山県下新川郡朝日町境307にある鉱泉（温泉）。

## 概要
1914年（大正3年）10月に開湯。源泉は1913年（大正2年）、大谷川の氾濫による田畑の被害の復旧工事中に水島いしが見た夢の中の「大谷川の右岸にある杭を抜くと水が噴き出る」というお告げがあり、その場所に行き杭を抜くと地下水が噴出したものと言われている。源泉は単純炭酸鉱泉で、鉄分とカルシウムを多量に含んでいる。
神経痛やリウマチに効果があるため湯治客が増え、戦後は交通の便が良くなったため団体客も増加した。
現在の日帰り入浴施設は1998年（平成10年）秋に竣工した木造平屋建ての数寄屋風の建物である。モミジが植えられている庭園は旧建物時代から存在している。

## アクセス
- E8北陸自動車道朝日インターチェンジから車で約12分[3]。
- あいの風とやま鉄道線越中宮崎駅から徒歩約22分[3]。